# Adżika

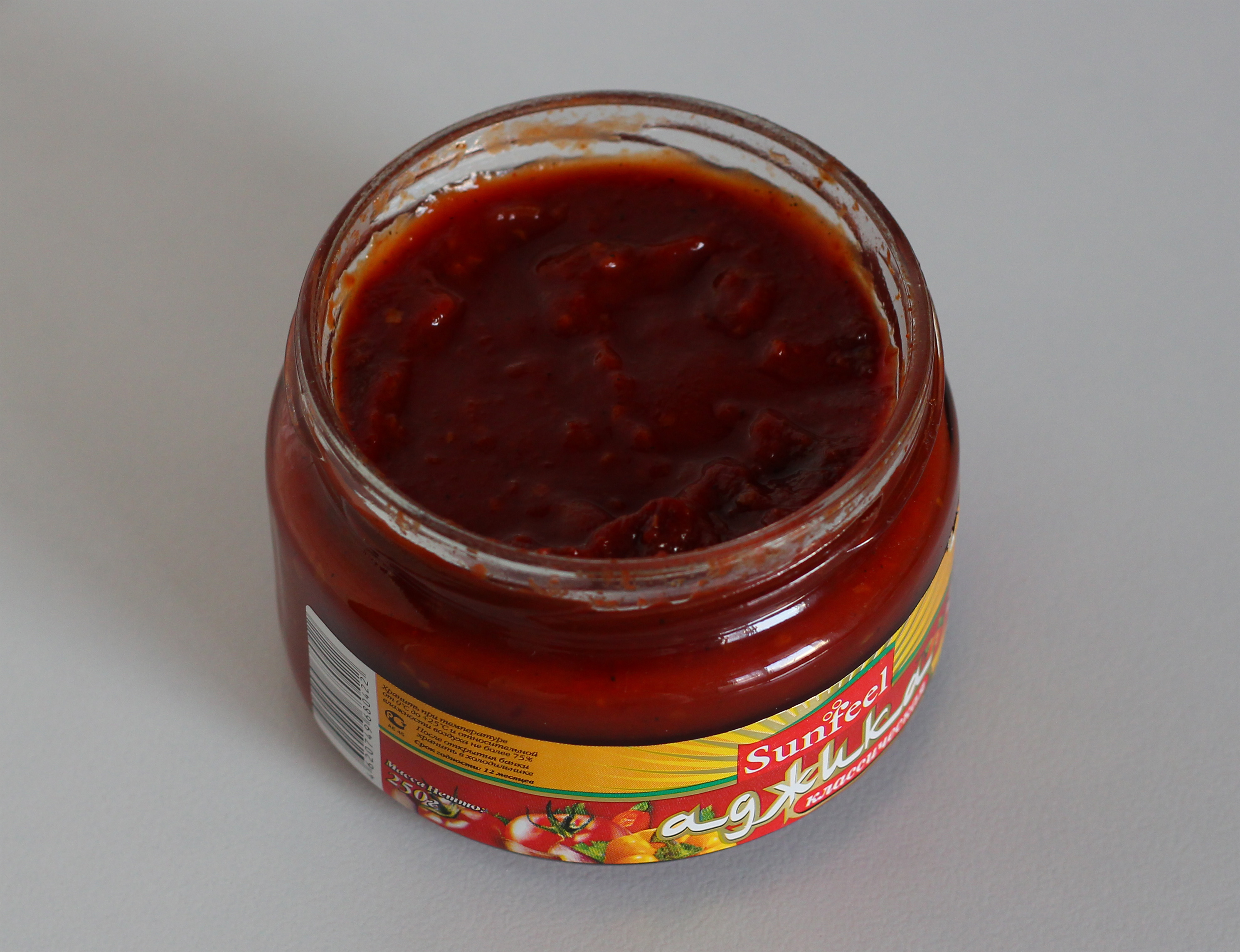

Adżika, adżyka (z abch. „sól”) – dodatek kulinarny wywodzący się z kuchni kaukaskiej i popularny w Gruzji (według źródeł gruzińskich pochodzi z Megrelii i Abchazji), Armenii, Turcji oraz Rosji. Jest to pasta z czerwonej papryki z dodatkiem soli, czosnku, ziół (w tym chmeli-suneli) oraz orzecha włoskiego.
Adżika ma zazwyczaj czerwony kolor, jednakże z niedojrzałej papryki wytwarza się ją również w kolorze zielonym.
Pomidory nie wchodzą w skład tradycyjnej adżiki. Jednak w miarę rozprzestrzeniania się tego sosu w kuchniach różnych narodów pojawiły się odmiany tego sosu z dodatkiem pomidorów i słodkiej papryki. W szczególności na rynkach krajów słowiańskich – byłych republik ZSRR słowo "adżyka" w praktyce handlowej jest używane prawie wyłącznie dla oznaczenia pikantnych i gęstych sosów na bazie pomidorów.